# Couture-d’Argenson
Couture-d’Argenson ist eine französische Gemeinde mit 408 Einwohnern (Stand: 1. Januar 2022) im Département Deux-Sèvres in der Region Nouvelle-Aquitaine (vor 2016 Poitou-Charentes). Sie gehört zum Arrondissement Niort und zum Kanton Melle. Die Einwohner werden Couturois genannt.

## Geographie
Couture-d’Argenson liegt etwa 50 Kilometer südsüdöstlich von Niort am Fluss Couture. Umgeben wird Couture-d’Argenson von den Nachbargemeinden Villemain im Nordwesten und Norden, Loubillé im Norden und Nordosten, Paizay-Naudouin-Embourie im Nordosten, Longré im Osten, Saint-Fraigne im Südosten und Süden, Les Gours im Süden, Chives im Südwesten sowie Villiers-Couture im Westen.

## Bevölkerungsentwicklung
| Jahr                       | 1962 | 1968 | 1975 | 1982 | 1990 | 1999 | 2006 | 2019 |
| Einwohner                  | 579  | 525  | 515  | 451  | 401  | 387  | 393  | 401  |
| Quellen: Cassini und INSEE |      |      |      |      |      |      |      |      |

## Sehenswürdigkeiten
- Kirche Saint-Nicolas aus dem 12. Jahrhundert

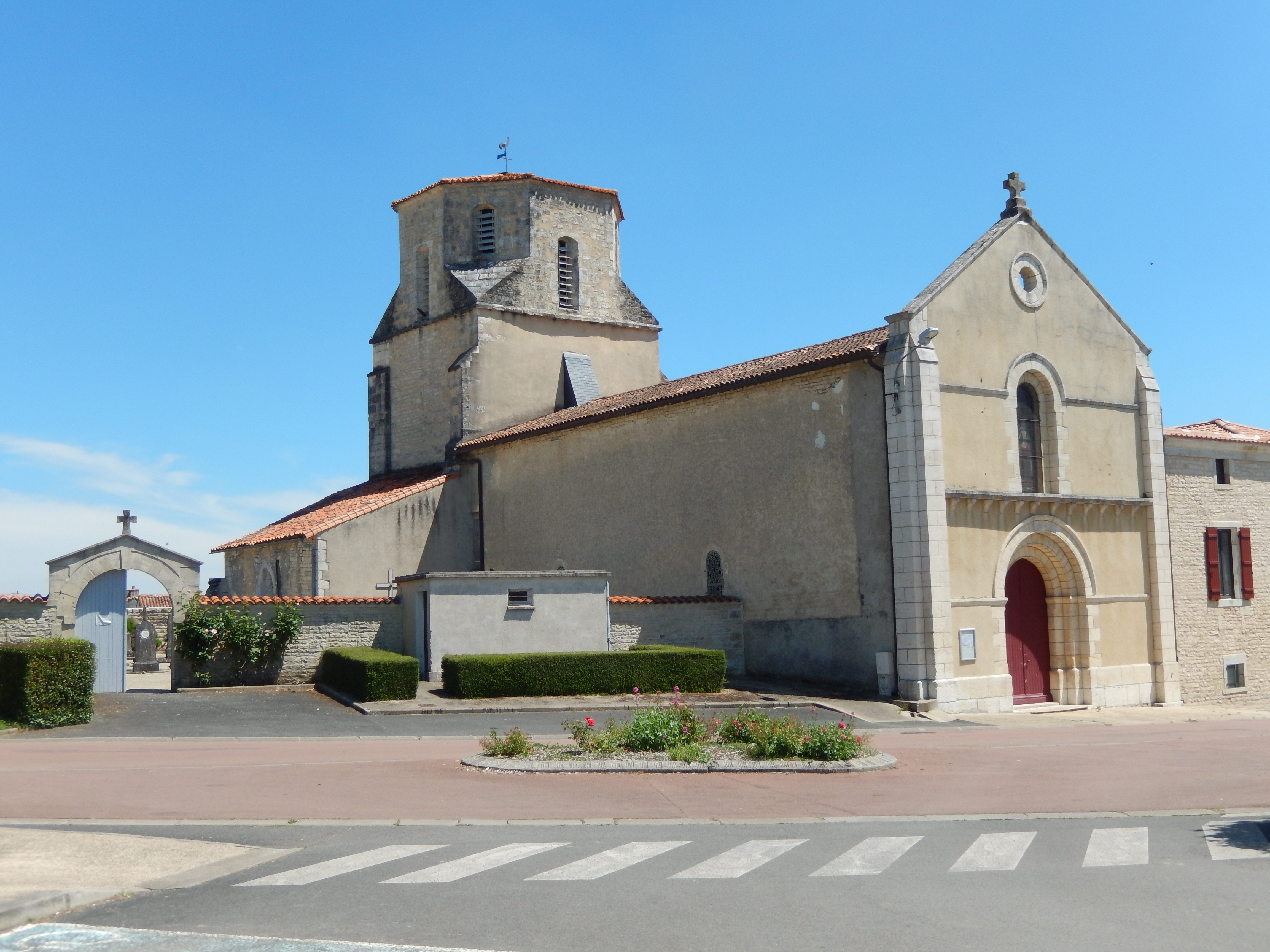
Kirche Saint-Nicolas